# Шижня
Ши́жня (фин. Siisna) — деревня в Беломорском районе Республики Карелия. Входит в состав Беломорского городского поселения.

## Общие сведения
Деревня находится на берегу Беломорско-Балтийского канала в 4 км от Беломорска.

## История
20 июня 1933 года постановлением Карельского ЦИК в деревне была закрыта церковь.

## Население
| 2002 | 2009 | 2010 | 2013 |
| ---- | ---- | ---- | ---- |
| 135  | ↘94  | ↘81  | ↗83  |

## Улицы
- ул. Степанова
- Шиженская ул.

## Известные уроженцы
- Кукушкина, Мария Владимировна (1919—2002) — заслуженный врач РСФСР.